# لاچین دربندی
لاچین دربندی بازیگر زن تئاتر، سینما و تلویزیون اهل ایران است.
یکی از نخستین نقش آفرینی‌های او در سریال «سپید مثل ستاره» برای سیمای مرکز قم در سال ۱۳۸۸ بود و از مهمترین نقشهایی که او ایفا کرده‌است، حضور در سریال پربینندهٔ روزهای بد، به‌در است.

## فعالیت هنری
لاچین دربندی، سال ۱۳۸۸ در سریالی ۹ قسمتی به کارگردانی «جواد روستایی» و برای سیمای استان قم به نقش آفرینی پرداخت که از نخستین فعالیت‌های وی محسوب می‌شود. نسخهٔ تله فیلم این سریال هم از صدا و سیما پخش شد. علاقهٔ وی به تئاتر حضور او را در این عرصه پررنگ تر کرد تا اینکه در خرداد ۱۳۸۹ در تئاتر «رازها و دروغ‌ها» به کارگردانی رضا کریم خانی خوش درخشید.
این نمایش از دو داستان موازی برخوردار بود، داستان نخست مربوط به شبی است که مسیح (ع) در آن به صلیب کشیده می‌شود و داستان دوم نیز در دادگاهی در قرون وسطی می‌گذرد و محاکمه دختر و پسری را روایت می‌کند که ماجرای مصلوب شدن مسیح (ع) را نوشته‌اند. در همین سال در تئاتر «مردمی که گریه نمی‌کنند» باز هم به کارگردانی «رضا کریم‌خانی» در فرهنگسرای نیاوران به روی صحنه رفت. این نمایش که برداشتی آزاد از نمایش «غارنشینان» ویلیام سارویان بود، روایتگر زندگی چند بازیگر و بوکسور در یک سالن تئاتر قدیمی ست که امرار معاش آنها با گدایی است و با ورود یک خانواده و یک دختر، اتفاقات جدیدی در این سالن به وقوع می‌پیوندد. لاچین قرار بود در سال ۱۳۹۱ از بازیگران اصلی تئاتر «مستنطق» بکارگردانی محمدعلی کشاورز باشد که در نهایت به دلیل شرایط نامساعد جسمانی کشاورز تئاتر به روی صحنه نرفت.
اما در همین سال، در تئاتر «دربارهٔ اِل اِی» بکارگردانی «بهزاد مرتضوی» و با متنی از «امیر رضا طلاچیان» به عنوان یکی از بازیگران اصلی در تماشاخانهٔ پارین بروی صحنه رفت. داستان این نمایشنامه دربارهٔ خانواده‌ای ایرانی است که به همراه کلفت کم سال خود هنگام جنگ ایران و عراق به لس آنجلس کوچ می‌کنند.
او در سال ۱۳۹۰ در فیلم سینمایی ندارها به کارگردانی محمدرضا عرب و در کنار بازیگرانی چون هانیه توسلی و محسن تنابنده بازی کرد. فیلم در مورد چند جوان بود که در وضعیت بد فقر به سر می‌برند ولی هرگز دوست ندارند از راه خلاف پولی بدست آورند. همان سال در یک درام جنگی به کارگردانی محسن توکلی با نام «انسان‌ها» ایفای نقش کرد که بازیگرانی چون نفیسه روشن را نیز در خود می‌دید. انسان‌ها، داستان حامد است که با دختری به نام هانیه، شاگرد همسرش رؤیا تصادف می‌کند. پدر هانیه، با مراجعه به بیمارستان، از وجود توموری در کمر هانیه مطلع می‌شود.
اما یکی از مشهورترین آثار لاچین دربندی، حضور در نقش نگار در فیلم روزهای بد، به‌در به کارگردانی سعید آقاخانی بود که برای نوروز ۱۳۹۳ و از کانال سه صدا و سیما پخش گردید. او در این فیلم نقش دختری را ایفا کرد که پسر سرایدار یک مدرسه با بازی هومن برق‌نورد عاشقش شده و قصد ازدواج با او را دارد. با توجه به آمدن یک سرایدار جدید، به سختی در جستجوی یک خانه جدید هستند.
دربندی در فروردین و اردیبهشت ۱۳۹۳ با تئاتر عروسکی «افسانه ماه و خورشید» به کارگردانی «حامد زارعان» به روی صحنه رفت. این اثر، به روایت داستان ماه و خورشید می‌پردازد و دربارهٔ جادوگری است که به خورشید حسادت و او را اسیر می‌کند. در این میان ماه به دنبال یافتن راه حلی برای بازگرداندن خورشید است. نمایش «افسانه ماه و خورشید» در دومین جشنواره تئاترشهر نامزد یازده بخش و برنده هشت جایزه بود.
او اسفند ماه ۱۳۹۴ یکبار دیگر در اجرای نمایش «دربارهٔ اِل اِی» در تماشاخانهٔ پارین مشارکت کرد.

## آثار
| سال         | نام                   | مدیوم          | کارگردان      | نام نقش |
| ----------- | --------------------- | -------------- | ------------- | ------- |
| ۱۳۸۸        | سپید مثل ستاره        | سریال          | جواد روستایی  |         |
| ۱۳۸۸        | گروگان                | فیلم تلویزیونی | رضا درستکار   |         |
| ۱۳۸۸        | برگ و باد             | فیلم تلویزیونی | ایلیا منفرد   |         |
| ۱۳۸۹        | رازها و دروغها        | تئاتر          | رضا کریم خانی |         |
| ۱۳۸۹        | مردمی که گریه نمی‌کنند | تئاتر          | رضا کریم‌خانی  |         |
| ۱۳۸۹        | خانه بی پرنده         | سریال          | کاظم معصومی   | نوشین   |
| ۱۳۹۰ و ۱۳۹۴ | دربارهٔ اِل اِی          | تئاتر          | بهزاد مرتضوی  |         |
| ۱۳۹۰        | ندارها                | سینما          | محمدرضا عرب   |         |
| ۱۳۹۰        | انسان‌ها               | سینما          | محسن توکلی    |         |
| ۱۳۹۲        | شب بلند ماه           | تئاتر          | حامد زارعان   |         |
| ۱۳۹۳        | روزهای بد، به‌در       | سریال          | سعید آقاخانی  | نگار    |
| ۱۳۹۳        | افسانه ماه و خورشید   | تئاتر          | حامد زارعان   |         |

## جوایز
لاچین دربندی در دومین جشنواره تئاتر شهر در تاریخ ۲۷ مرداد ۱۳۹۲ جایزهٔ دوم بهترین بازیگر زن را برای نمایش «شب بلند ماه» (در بخش کودک و نوجوان) به خود اختصاص داد.